# 斎藤みくる
斎藤 みくる（さいとう みくる、1998年2月14日 - ）は、日本のAV女優。Wish所属。

## 略歴・人物
三重県出身。
2020年11月、アイデアポケット専属女優の「天上みさ（あまがみ みさ）」としてAVデビュー。所属事務所はフォーティーフォーマネジメント。
2021年2月をもって専属を離れ、企画単体女優となる。
2021年6月9日、公式ツイッターで所属事務所をWishに移し「斎藤みくる」に改名することを発表。

## 作品

### アダルトDVD
- Gカップ21歳 グラドルの卵AVデビュー（11月13日、アイデアポケット）
- もっと気持ちいいセックスしたいなっ!!（12月13日、アイデアポケット）

- 巨乳妹の無頓着ノーブラに我慢できず親の隙見て毎夜ハメまくり Gカップ義妹が胸元全開で悪ふざけ挑発!!（2月13日、アイデアポケット）
- マジックミラー号ハードボイルド 旅費と賞金10万円を賭けたゲームを餌にステイホームで卒業式も修学旅行も無くてぴえんな田舎J○ティッ○クトッカ―を東京卒業旅行にご招待して野球拳!ワンチャン勝てるか？未成年のプリンプリンおっぱい♥（4月22日、サディスティックヴィレッジ）
- 羞恥 春画のデッサンモデルにされる新任女教師! 美術大学を受験する生徒の為に、オメコを剥かれデカマラを挿入される!! 男子校の課外“射精”授業! 壱ノ巻（4月22日、サディスティックヴィレッジ）
- 満員バスで背後から制服越しにねっとり乳揉み痴漢され腰をクネらせ感じまくる巨乳女子○生 13（5月7日、ナチュラルハイ）
- STRAWBERRY PUSSY AMAGAMI MISA カップル オイルSEX 美少女 巨乳 連続イキ（5月13日、バルタン）
- イケメンAV男優の凄テク我慢できたら100万円! イったら即ハメ高速ピストンで容赦なく生中出し! 街中の女子大生が初体験の超快感にエビ反り悶絶! 開始早々我慢の限界で涎ダラダラあそこもびっしょりで「もう普通のSEXできないかも…」 新しい扉開いちゃったSP 2（5月14日、赤面女子）
- 「寝ているだけで数十万!高額治験バイトでリッチな学生ライフを!!」 高額報酬に目が眩んだ女子大生を待ち受けていたのは、新種媚薬と悪徳臨床医! 身体はおかしいくらいに火照ってチ○ポにむしゃぶりつき、自らドロドロおマ○コ拡げてイキ狂い、中出し哀願!（5月21日、DOC）
- チュルチュル素人 Hカップ みさ(23)（5月27日、FIRST STAR）
- 衣服潜り込みアングル 鬼畜痴漢に服の中でしつこく責められ連続イキさせられる巨乳女（6月4日、DOC）
- ホテル痴漢 9 中出しSP 総勢13人総集編付き2枚組 豪華版（6月10日、ナチュラルハイ）
- 浮気がバレた絶倫ヤリチン夫を説教しにきた嫁の親友（6月19日、ヴィーナス）
- ママ友喰い 無限ループ vol.4 みさ（6月19日、HALENTINO）
- 痴漢を邪魔する正義感女子大生にイっても止めない追い打ちイカセ 2（6月24日、ナチュラルハイ）
- ボイン大好きしょう太くんのHなイタズラ ボインのお姉さん宅配デリバリー編 Gカップ90cm（7月1日、グローリークエスト）
- 精子を欲しがる浮気妻（7月1日、熟女JAPAN）
- 「学校やめてオジサンの赤ちゃん妊娠するから…」 孕ませ懇願オジサンのデカチンの虜になった卑猥で下品な制服美少女の純愛物語 Gカップ みさちゃん(仮名)（7月13日、S級素人）
- この女とのハメ撮り動画売ります! ゲス彼氏に騙され3P撮影! 男優の凄テクで吹っ切れ! エロモード全開に!（7月19日、ABC）
- どこまでヤレる!? 個室水着リフレのお姉さん（7月20日、スターパラダイス）
- 借金のカタに女子大生の妹を寝取られてしまいました。（7月20日、スターパラダイス）
- 噂の引っ越し業者はノーブラでプリプリお尻のピタパンお姉さん（8月1日、プラネットプラス）
- 現役グラドル在籍 ご奉仕メイドリフレ（8月6日、ONE MORE）
- 【完全主観】同じ職場の憧れの受付嬢とヤリたい放題性交 Vol.004（8月13日、BAZOOKA）
- ラブホテル固定カメラ隠撮映像 激カワ美人妻ナマ撮り（8月20日、スターパラダイス）
- 麗しの美乳 最高のスタイルを持つ美女（8月25日、GENEKI）
- ナチュラルハイ夏スペシャル 敏感(恥)巨乳痴漢 2021 完全版 10人全員SEX 乳首ビンビンVer. 2枚組8時間（8月26日、ナチュラルハイ）
- 巨乳妻ナンパ 中出しEX トップクラス素人奥さまと絶倫イカセSEX 5時間（9月15日、ロータス）
- 素人ヘアヌード大図鑑 〜十代の無毛な制服美少女編（9月28日、S級素人）
- 玉が空っぽになるまで精液を搾りとる! 出張オイルマッサージ（10月1日、プラネットプラス）
- 童貞さんいらっしゃい!! 天使のように優しい現役介護士さん チャレンジ・ザ・ミッション! 授乳手コキ&おっぱいハグ! 恥じらい赤面 素股プレイ中ぐちょぐちょマ●コにヌルッと挿入筆おろしSP Vol.002（10月12日、S級素人）
- 美脚ルーズソックスGAL制服美少女 Vol.004（10月12日、BAZOOKA）
- セーラー服美少女と完全主観従順性交 Vol.007（11月9日、BAZOOKA）
- 絶対本番禁止のデリヘル嬢にナマ中出し! オイル素股でマ○コにチ○コを擦られてたら気持ち良すぎて思わずヌルっとナマ挿入!ダメよイヤよと嫌がりながら中出しされちゃうボイン嬢（11月16日、グローリークエスト）

### アダルトVR
2021年
- 新人グラドルの肉体接待 〜グラドル界で浮上する“枕営業疑惑”の裏側に迫るVR〜（4月2日、CASANOVA）
- 次世代撮影ノーカットレ×プ!! 犯された巨乳制服女子 卒業前に勇気を出して告白したら爆笑され小馬鹿にされたので逆上レ×プVR（5月3日、アイデアポケット）
- 誘惑お姉さん 天上みさ いやらしい舌とよだれをた〜っぷり味わえる 濃厚接吻SEX VR!!（7月15日、アイデアポケット）

### ネット配信
2021年
- 【膣内イキ×痙攣×追撃ピストン】泥酔キス魔しか勝たん!!窒息不可避!?Hカップの凶器が暴れまわる!!!搾乳やイマラ、すけべオンパレード!糸引く泥酔パイパンマ●コに容赦なく高速ピストン!「ヤバイ...おかしくなっちゃう...」イキ過ぎ注意報発令www【NO.8みさ】（4月7日、SUKEKIYO）
- 成長中Hカップのロケット生意気ボイン美少女が水着で大暴れ!!揉まれ吸われ感じまくりナカから濡れまくる!!お礼のガチパイズリご奉仕は超見もの!!どこで覚えてきたんだパイズリテクニシャンめ!!騎乗位でも乳テク発揮の生ナカ出し誘発!!搾精の騎乗位は必見!!/ラブホドキュメンタリー休憩2時間/104（5月2日、プレステージプレミアム）
- 特上Hカップ生意気美女の極上スローハンド手コキ!!寸止めなんてさせない激抜かせ系女子の圧壊パイズリ!!男昇天させ特化型のロケットおっぱい装備のどちゃしこボディ!!えちえちマインドであの手この手そのパイで抜き三昧!!/AV男優の電話帳/No.70（5月9日、プレステージプレミアム）※「みー」名義
- #63みさ　関西弁の優香?Gカップ美女と逆ナン中出しSEX!【個人撮影】【はめ撮り】【高画質】（6月6日、イチャラブヘイタ）
- 【Hカップダイナマイトボディ美女】ノリノリ笑顔でセフレと濃厚SEX♪エグい舌使いと極上パイズリで挿入する前から射精寸前!驚異の締め付けでイキ狂いながら精子を絞り取る!!がっつり中出しとたっぷり胸射で濃ゆ〜い2回戦♪【しろうとハメ撮り#ミサちゃん#23歳#エロエロ淫乱ボディなカフェ店員】（6月9日、MOON FORCE）
- 敏感(恥)巨乳痴漢2021 爆乳受験生(推定Iカップ)/清楚系CA(推定Hカップ)（6月28日、ナチュラルハイ）
- 良妻系カワいい生徒会長様の放課後は、校則違反の中出しSEX!学年トップの優秀な頭脳をエッチへフル回転♪素直な性格に紐づく快楽に純情なパイパンマ○コをきゅ〜っといわせ、おじ精子をアゲる優等生ちゃんに勃起が止まらねぇぇ!!【みさちゃん(彼女)とおじさん(彼氏)の特別な一日】（7月4日、しろうとまんまん）

### イメージDVD
- 思春期のエッチ。（2021年9月24日、スパイスビジュアル）※「松田陽菜」名義

### デジタル写真集
2021年
- 噂の引っ越し業者はノーブラでプリプリお尻のピタパンお姉さん（8月1日、プラネットプラス）
- 超美乳彼女とのSEX 動画を撮られる興奮と3Pの快楽にエロモード全開（8月4日、ぽかぽか）
- 玉が空っぽになるまで精液を搾りとる! 出張オイルマッサージ（10月1日、プラネットプラス）